# Economía de Astorga
En la ciudad de Astorga en el año 2007 el sector que más empleo generaba era el de servicios, con 2755 personas, representando un 69,5% del total. A continuación se situaban la industria y la construcción, con 579 y 580 trabajadores respectivamente, siendo cada uno un 14,6%. Por último, el sector agrícola generaba tan sólo 51 empleos, un 1,3% del total.
Respecto a las empresas, un 75% correspondía al sector servicios, un 12,6% a la construcción, un 11,9% a centros industriales, y un 0,5% al sector primario.

## Agricultura y ganadería
| Superficie | Hectáreas | Porcentaje |
| ---------- | --------- | ---------- |
| Herbáceos  | 1.102,8   | 23,52%     |
| Leñosos    | 8,1       | 0,17%      |
| Forestales | 467       | 9,96%      |
| Pastos     | 2.441     | 52,06%     |
| Otros usos | 670,2     | 14,29%     |

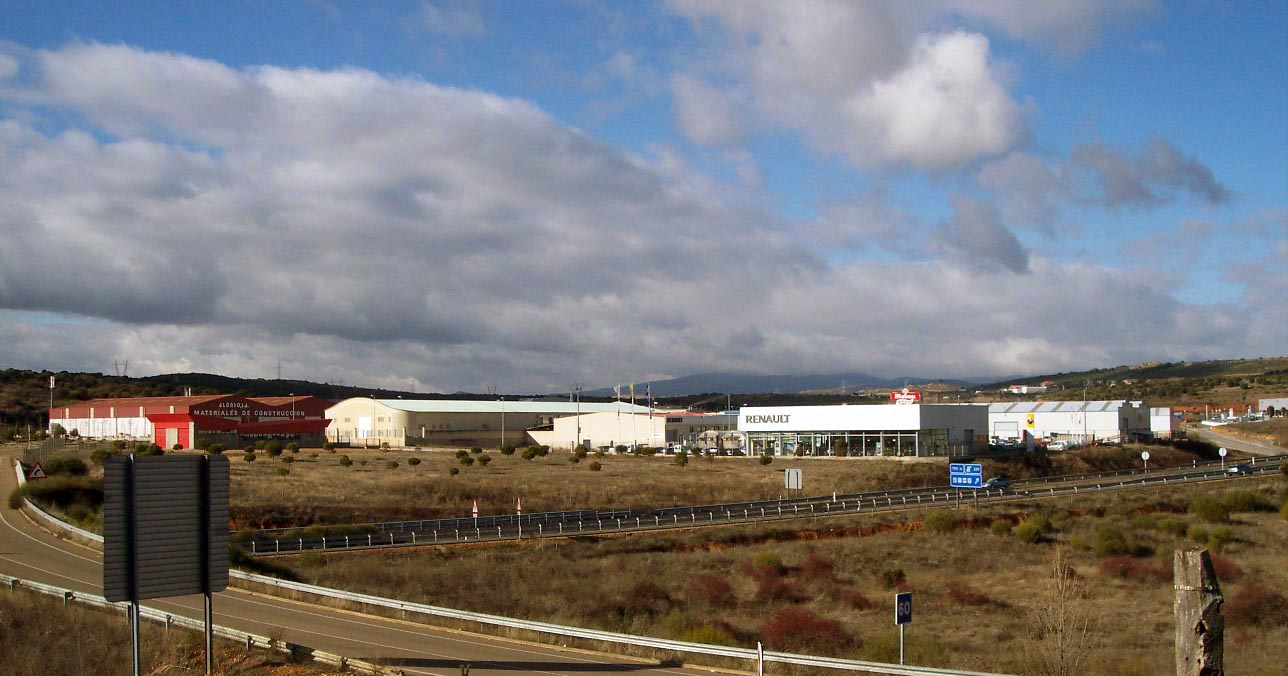
Vista parcial del polígono industrial de Astorga, junto a la A-6.

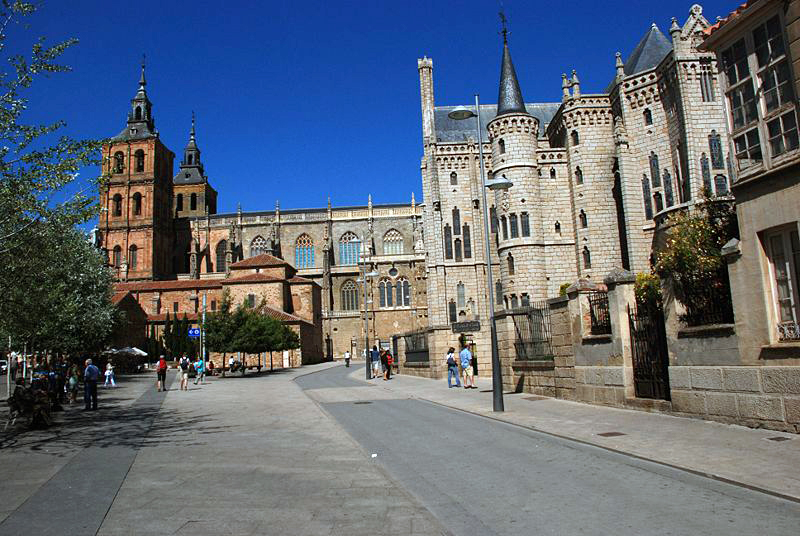
La especialización en el turismo resulta palpable con la peatonalización de plazas y calles del centro, como, en la foto, la plaza Eduardo de Castro.

La actividad agrícola en la ciudad de Astorga es meramente testimonial, no así en los pueblos que pertenecen al Ayuntamiento, cuya principal fuente de ingresos proviene del sector primario. Cabe diferenciar dos zonas agrícolas diferenciadas, la zona de secano, al oeste de la capital maragata, de rendimientos bajos y difícil de trabajar, y la zona de regadío, al este de la ciudad, de rendimientos elevados y fácil de trabajar por la diferente composición del suelo, proveniente de los depósitos aluviales del Tuerto.

## Industria
La ciudad de Astorga tiene un débil sector industrial basado en el textil, la alimentación y las artes gráficas. Tradicionalmente la ciudad ha sido una ciudad poco industrializada, como el resto de la comarca maragata y ha basado su producción industrial sobre todo en el sector de la alimentación, que engloba productos como el Chocolate de Astorga, la Cecina de León o las mantecadas, que están amparados y regulados por una marca de Denominación de Origen. La industria moderna llegó a la ciudad en los años 40, cuando un empresario de origen cepedano, D. Bernardo Garcia Gonzalez, montó la empresa A.I.P.T.E.S.A. en el cercano término municipal de San Justo de la Vega, dedicada al sector textil; poco después de dicha empresa surge otra de la mano del mismo empresario, Papelera Astorgana S.A., dedicada al sector del papel.
En los últimos años, la ciudad, gracias en gran medida por el impulso de su condición de cruce de caminos con la apertura total de la  Autovía del Noroeste  y de la  AP-71 , ha puesto en marcha un polígono industrial, que pese a haber sido creado en 1996 nunca ha dado buenos resultados hasta ahora. El polígono industrial astorgano ocupa una parcela de 300.000 metros cuadrados con un total de 3 fases totalmente vendidas poco tiempo después de su inauguración. Las próximas expansiones dirigirán este espacio industrial hacia la  N-VI  para alcanzar los 700.000 metros cuadrados. A pesar del crecimiento del polígono, las empresas que se quieren instalar en Astorga no pueden hacerlo por falta de suelo, provocando que en el caso de que sigan interesadas en su implantación en la capital maragata se vayan a otros municipios.

## Servicios

### Turismo
Debido a su historia, la ciudad es un importante centro turístico del noroeste peninsular. Esta importancia se basa en la presencia de un impresionante legado monumental y artístico entre los que se cuentan como principales elementos la Catedral, el Palacio Episcopal y las ruinas romanas diseminadas por la ciudad. Ésta fue visitada en el año 2007 por 149.889 personas, de las que 21.000 aproximadamente eran extranjeros. El ritmo de crecimiento de visitantes a la capital maragata no ha bajado en los últimos años del 25%, registrando en 2005 unos 95.200 visitantes y en 2006 unos 119.221.

### Comercio
Como ocurrió en el resto de Castilla y León, Astorga vivió en los 80 y 90 un fuerte proceso de pérdida económica y demográfica que parece haberse frenado gracias a la explotación turística, llegando a ser un referente del turismo en la zona noroeste. Por tanto, el Ayuntamiento ha dedicado importantes esfuerzos para dotar a la ciudad de infraestructuras y de medios para mantener el patrimonio artístico y cultural, y favorecer la llegada de visitantes. Esto ha provocado un incremento en la actividad comercial, provocando el surgimiento de numerosos establecimientos hosteleros, que a la vez ha repercutido favorablemente en las demás actividades económicas de la ciudad. Además de su importancia dentro de la provincia, Astorga es la ciudad de referencia para las comarcas de su entorno, como la  Cepeda o la  Cabrera, y especialmente los martes, cuando se celebra el mercado semanal que ocupa varias calles del centro de la ciudad.

#### Ferias
- SICA (Salón Internacional del Chocolate de Astorga):[5] Celebrado por primera vez en marzo de 2007, el SICA nació con la meta de divulgar la cultura del cacao y el chocholate, promocionar los productos del chocolate y sus derivados, promover el intercambio entre empresarios de distintas nacionalidades, y estimular la iniciativa privada a fin de generar empleo. La primera edición, inaugurada por la ministra de Sanidad y Consumo, Elena Salgado, fue un éxito de público, superando las expectativas creadas. La próxima edición tendrá lugar en el 2009.

- Expoastorga: se trata de una feria multisectorial, de ámbito provincial, que se celebra cada tres años. La última edición fue la de 2006, habiendo sido las anteriores en 1985, 1988, 1991, 1994, 1997, 2000 y 2003.  El número de expositores es muy elevado, ocupando varias calles y plazas del centro de la capital maragata.